# Hiéroglyphe égyptien C12
Le hiéroglyphe égyptien C12 (Amon assis) est classifié dans la section C « Divinités anthropomorphes » de la liste de Gardiner ; il y est noté C12.

## Représentation
Il représente le dieu Amon sous forme humaine assis, portant la couronne amonienne et le sceptre Ouas.
Il est translittéré Jmn.

## Utilisation
| i | mn · n | C12 |

| i | mn · n | C12 |

sous le Moyen Empire sinon à partir de la XIXe dynastie.